# Ares del Maestrat
Ares del Maestrat – gmina w Hiszpanii, w prowincji Castellón, we wspólnocie autonomicznej Walencja, o powierzchni 118,67 km². W 2011 roku liczyła 215 mieszkańców.